# Hellmuth Kneser
Pour les articles homonymes, voir Kneser.
 (janvier 2015).
Hellmuth Kneser (1898-1973) est un mathématicien allemand.

## Vie et œuvre

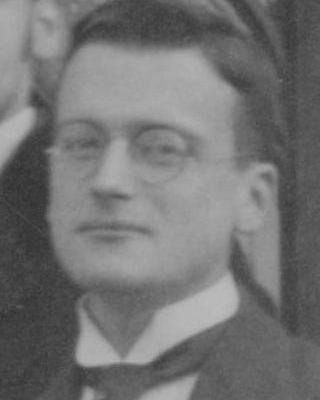
Hellmuth Kneser en 1920 à Göttingen.

Hellmuth Kneser est le fils du mathématicien Adolf Kneser. Il étudia à partir de 1916 à l'université de Breslau, où son père était professeur et où il suivit entre autres les cours de Erhard Schmidt. Puis il alla à Göttingen, où il soutint en 1921 sa thèse, Untersuchungen zur Quantentheorie, dirigée par David Hilbert (elle parut aux Mathematische Annalen, vol. 84). À Göttingen, il fut habilité en 1922, pour ses travaux sur les familles régulières de courbes sur des surfaces fermées. En 1925 il succéda à Radon comme professeur extraordinaire à l'université de Greifswald puis devint en 1937 professeur à l'université Eberhard Karl de Tübingen. Il aida Wilhelm Süss à fonder l'Institut de recherches mathématiques d'Oberwolfach après la Seconde Guerre mondiale, et lui succéda à sa direction en 1958-59.
Kneser travailla dans beaucoup de domaines des mathématiques : topologie, théorie des groupes, fonctions presque périodiques, géométrie différentielle, dynamique holomorphe, théorie de l'uniformisation, distribution des valeurs des fonctions méromorphes, théorie des jeux… Il introduisit la notion de surface normale (en) (développée plus tard par Haken) et l'utilisa pour démontrer l'existence d'une décomposition des 3-variétés (précisée ensuite par John Milnor).
Il fut éditeur de Mathematische Zeitschrift, Archiv der Mathematik et Aequationes Mathematicae et membre du comité exécutif de l'Union mathématique internationale, membre des Académies des sciences de Heidelberg, de Finlande et de Göttingen. En 1954 il fut président de la Deutsche Mathematiker-Vereinigung.
Hellmuth Kneser fut membre du Parti nazi et des SA.
Il eut pour étudiants de nombreux mathématiciens reconnus, dont Reinhold Baer et Horst-Günter Zimmer. Son fils Martin Kneser est lui aussi un mathématicien connu.

## Sélection de publications
- (de) Funktionentheorie, Vandenhoeck & Ruprecht, Göttingen, 1958 (2e éd. 1966)
- (de) « Reelle analytische Lösungen der Gleichung φ(φ(x)) = ex und verwandter Funktionalgleichungen », J. reine angew. Math., vol. 187,‎ 1950, p. 56-67 (lire en ligne)